# نادي فليتوود يونايتد
نادي فليتوود يونايتد نادي كرة قدم إماراتي من أندية المحترفين. يقع مقره في جبل علي. تأسس النادي عام 2021 وينافس في دوري الدرجة الثانية الإماراتي و هو النادي الشقيق لفريق فليتوود تاون الإنجليزي ، وهو بمثابة أكاديمية لاستكشاف اللاعبين والمواهب الشابة في جميع أنحاء مدينة دبي.

## مشوار الفريق
بدأ الفريق في دوري الدرجة الثالثة الإماراتي في موسم 2021-2022 و صعد وصيفاً لنادي جلف يونايتد و يشارك حالياً في دوري الدرجة الثانية الإماراتي.

## تشكيلة الفريق الحالية
ملاحظة: تشير الأعلام إلى المنتخب الوطني على النحو المحدد في قواعد الأهلية للفيفا. قد يحمل اللاعبون أكثر من جنسية واحدة غير تابعة للفيفا.
| الرقم | البلد                    | المركز | اللاعب          |
| ----- | ------------------------ | ------ | --------------- |
| 1     | الإمارات العربية المتحدة | حارس   | عبيد ريحان      |
| 3     | الإمارات العربية المتحدة | مدافع  | أحمد صالح       |
| 4     | الإمارات العربية المتحدة | مدافع  | محمد الفلاسي    |
| 7     | اليابان                  | وسط    | حياتو واكينو    |
| 8     | الإمارات العربية المتحدة | وسط    | خالد غلوم       |
| 9     | الإمارات العربية المتحدة | مهاجم  | طلال البلوشي    |
| 10    | الإمارات العربية المتحدة | وسط    | علي سالمين      |
| 11    | الإمارات العربية المتحدة | مهاجم  | عبد الله موسى   |
| 12    | الإمارات العربية المتحدة | حارس   | علي القلاف      |
| 13    | الإمارات العربية المتحدة | مدافع  | أحمد البلوشي    |
| 16    | روسيا                    | مهاجم  | إسلام السلطانوف |
| 20    | الإمارات العربية المتحدة | وسط    | راشد حسن        |
| 21    | الإمارات العربية المتحدة | وسط    | عمار الكعبي     |

| الرقم | البلد                    | المركز | اللاعب                              |
| ----- | ------------------------ | ------ | ----------------------------------- |
| 24    | الأرجنتين                | وسط    | ناهويل بييثي                        |
| 25    | مصر                      | وسط    | عمر ياسين                           |
| 29    | الإمارات العربية المتحدة | مدافع  | إسماعيل خالد                        |
| 37    | تشاد                     | وسط    | نغوندي شاباك                        |
| 45    | الإمارات العربية المتحدة | مدافع  | أحمد كيشاري                         |
| 50    | فنزويلا                  | وسط    | يوهان غونزاليس (معار من نادي العين) |
| 52    | الإمارات العربية المتحدة | مدافع  | راشد عباس                           |
| 70    | الإمارات العربية المتحدة | مدافع  | ماهر جاسم                           |
| 77    | الإمارات العربية المتحدة | مدافع  | جابر المنصوري                       |
| --    | الإمارات العربية المتحدة | مدافع  | طلال الشحي                          |
| --    | الإمارات العربية المتحدة | مدافع  | علي إبراهيم                         |
| --    | اليمن                    | وسط    | أحمد البجيري                        |
| --    | الإمارات العربية المتحدة | مهاجم  | سعيد صالح                           |